# سلطان ميغيتينوف
سلطان ميغيتينوف (مواليد 17 سبتمبر 1988) هو ملاكم أذربيجاني، مثّل بلاده في الألعاب الأولمبية الصيفية 2012.

## روابط خارجية
سلطان ميغيتينوف على موقع أوليمبيديا (الإنجليزية)